# Грушина, Анна Филипповна
Анна Филипповна Грушина (род. 10 декабря 1949) — журналистка, редактор, Заслуженный работник культуры Российской Федерации (2011), главный редактор «Московского журнала» и журнала «Архитектура и строительство Москвы». Член Союза журналистов России, член Союза писателей России. Лауреат Макариевской премии (2013).

## Биография
Родилась 10 декабря 1949 года на руднике в Бестобе (Акмолинская область), где работал отец. Училась в Целиноградском инженерно-строительном институте (по другим данным — окончила Казахский государственный университет).
Приехав в Москву, поступила на вечернее отделение факультета журналистики МГУ; работала в московских газетах. Вскоре возглавила группу редакторов при Главмосстрое, которая готовила методические издания по новым методам и технологиям в строительстве. Затем была литературным сотрудником в журнале «Строительство и архитектура Москвы», впоследствии переименованном в «Архитектура и строительство Москвы»; спустя два года стала заместителем главного редактора журнала.
В 1991 году, по её инициативе был создан «Московский журнал», в котором она стала главным редактором.

## Награды и звания
- Орден Почёта (23 апреля 2025 года) — за заслуги в развитии средств массовой информации, связи и массовых коммуникации, многолетнюю добросовестную работу[1].
- Орден Дружбы (27 декабря 2019 года) — за заслуги в развитии средств массовой информации и многолетнюю плодотворную деятельность[2].
- Заслуженный работник культуры Российской Федерации (12 декабря 2011 года) — за заслуги в развитии средств массовой информации, культуры и многолетнюю плодотворную работу[3].
- Благодарность Президента Российской Федерации (10 июля 2023 года) — за заслуги в развитии средств массовой информации и многолетнюю добросовестную работу[4].
- Почётная грамота Московской городской думы (11 декабря 2019 года) — за заслуги перед городским сообществом и в связи с юбилеем[5].
- В 2008 году награждена специальной премией «Собратья» фонда премии Александра Невского: «за сохранение и популяризацию отечественного историко-культурного наследия»
- В 2013 году стала лауреатом Макариевской премии в номинации «История Москвы и историческое краеведение» за сочинение «„Друг друга тяготы носите…“ Жизнь и пастырский подвиг священномученика Сергия Мечева»[6].
- Награждена орденами РПЦ: преподобного Сергия Радонежского; святой равноапостольной княгини Ольги; святителя Иннокентия, митрополита Московского и Коломенского.

## Источник
- Грушина Анна, ПС-журналист